# What Time Is It?
«What Time Is It?» — открывающий музыкальный номер и первый сингл из фильма Disney Channel «Классный мюзикл: Каникулы». Песня также была включена в саундтрек фильма под первым номером.
Мировая премьера «What Time Is It?» состоялась на Radio Disney 25 мая 2007 года в качестве эпизода программы Planet Premiere. 8 июня примерно в одно и то же время компания Disney представила на суд зрителей многих стран музыкальный клип песни в качестве предварительного ознакомления. Собственно сингл был выпущен 16 июля 2007 в мировом масштабе и 17 июля 2007 в США.
Песня была спета Сиднеем Харбором во время новогоднего салюта 31 декабря 2007.

## Клип

Эшли Тисдейл в роли Шарпей (в центре) в клипе.

Клип и эпизод в фильме начинаются с показа команды «Дикие коты» в классе. На классной доске висит фото с Шарпей и Райаном, исполняющими «Bop to the Top», рядом с надписью «School’s Out!» (рус. Школа закончилась!). В помещении также можно рассмотреть постер East High Winter Musical «Twinkle Town» с Троем Болтоном (Зак Эфрон) и Габриэллой Монтес (Ванесса Хадженс). Когда часы показывают 10 секунд до звонка, класс начинает скандировать «лето!» всё громче и громче, пока не зазвенит звонок, после которого начинается песня. Клип непосредственно состоит из эпизодов фильма. Он был выпущен 31 июля 2007 года на iTunes Store. Клип был также выпущен на Disney Channel.

## Другие версии
- В ноябре 2007 года актёры исполнили рождественскую версию «What Time Is It?» (то есть «What time is it? Christmastime!») в Диснейлэнде для телетрансляции Walt Disney World Christmas Day Parade, хотя на мероприятии и отсутствовали Зак с Лукасом. Телепередача вышла в эфир на канале ABC в Рождество (25 декабря).
- В Токийском диснейленде на параде Jubilation! часть песни (с исправленными словами) можно было услышать на английском во время представления.
- Испанская певица Эдурне записала кавер-версию песни на альбоме 2008 года Premiere.

## Форматы
CD-Extra
| №  | Название                                | Длительность |
| -- | --------------------------------------- | ------------ |
| 1. | «What Time Is It?» (Radio Edit)         | 3:18         |
| 2. | «High School Musical 2» (Movie Trailer) | 2:09         |

iTunes цифровой трек-лист
| №  | Название                                        | Длительность |
| -- | ----------------------------------------------- | ------------ |
| 1. | «Radio Disney Interview: High School Musical 2» | 2:14         |
| 2. | «What Time Is It?»                              | 3:31         |

## Чарты
- What Time Is It? — это самый успешная песня из «Классного мюзикла» на сегодняшний момент, попав на 19 строку в UK Singles Chart, это первая песня Disney Channel, основанная на материале, вошедшая в топ-20.

| Чарт (2007)                   | Наивысшая позиция |
| ----------------------------- | ----------------- |
| Australian ARIA Singles Chart | 20                |
| Canadian Hot 100              | 5                 |
| Eurochart Hot 100 Singles     | 61                |
| Irish Singles Chart           | 9                 |
| U.S. Billboard Hot 100        | 6                 |
| U.S. Billboard Pop 100        | 6                 |
| UK Singles Chart              | 19                |

## Пародии
28 августа 2007 в эфире телепередачи «Позднее шоу с Дэвидом Леттерманом» прозвучала пародия с новыми словами. Пародия была представлена в виде вымышленного сюжета канала Al Jazeera, названного «Al-Qaeda Musical Jihad 2».